# Macropsis feminis
Macropsis feminis är en insektsart som beskrevs av Hamilton 1972. Macropsis feminis ingår i släktet Macropsis och familjen dvärgstritar. Inga underarter finns listade i Catalogue of Life.